# Riesjart Bus
Riesjart Bus (Maurik (Buren), 1958) is een Nederlandse beeldhouwer.

## Leven en werk
Riesjart Bus uit Eck en Wiel is autodidact. Hij hergebruikt gesleten of beschadigde materialen met een eigen patina zoals oud koper, ijzer, sloophout, drijfhout en zwerfstenen. Deze bewerkt hij met de hand, waarbij hij de zichtbare sporen van het verleden in het werk integreert.

## Werken (selectie)
- Vogeltoren, stadswal achter het Wilhelminaplein, Gorinchem (1996)
- Schaduwbos, Ahavestraat / Polstraat, Aalten (1996)
- Vogelkruis, begraafplaats Kranenburg, Zwolle (1998)
- Floraduct, Veenendaal (1999)
- Paard, Dr. J.M. Den Uyllaan / Prof. R.H. Buismanlaan, Tiel (1999)
- Briljant, Agnietenhof, Tiel (2002)
- Amortoren, Daver, Eck en Wiel (2013)
- Zonnetempel, Grebbelounch, Veenendaal (2022)

## Fotogalerij

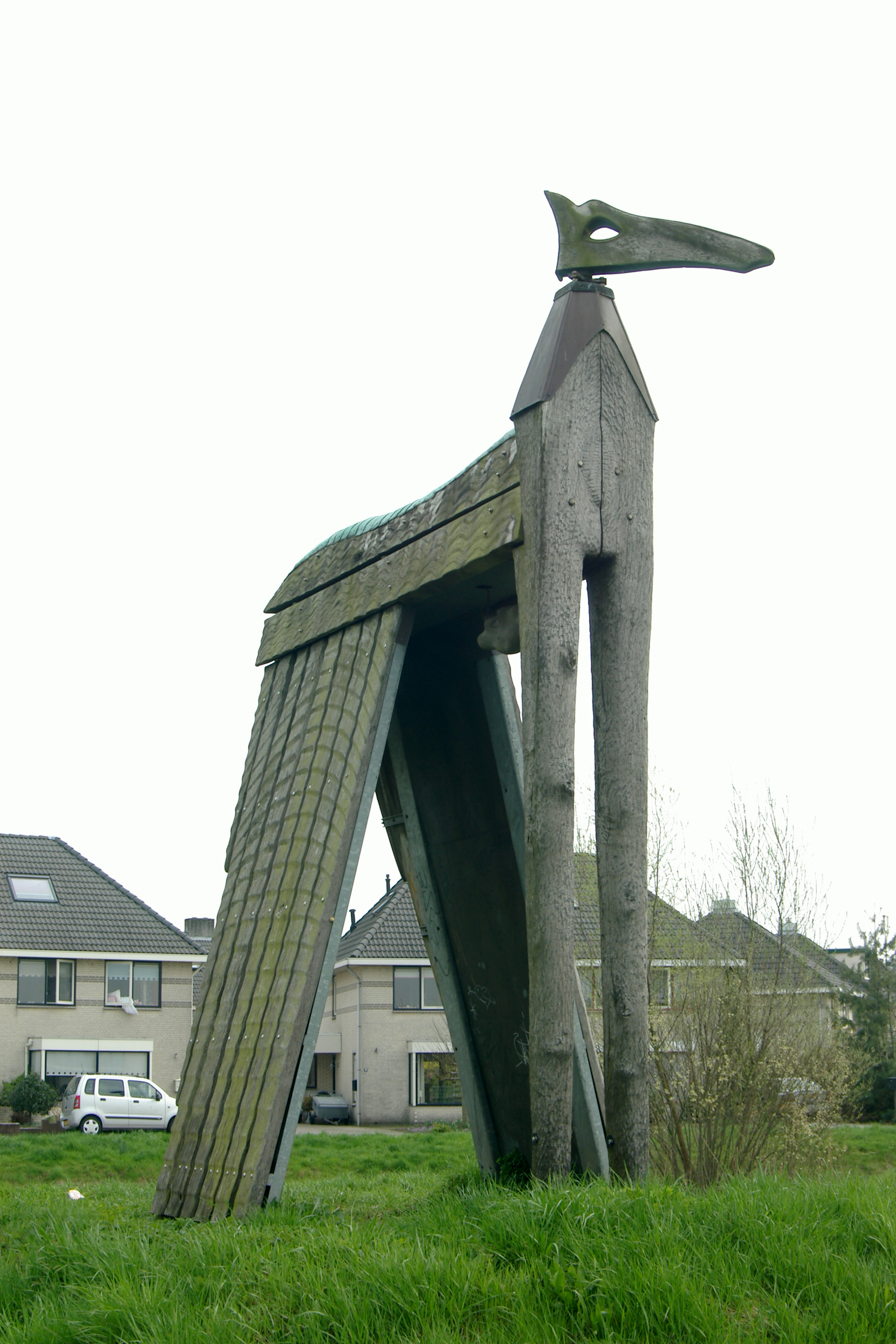
Paard (1999), Tiel
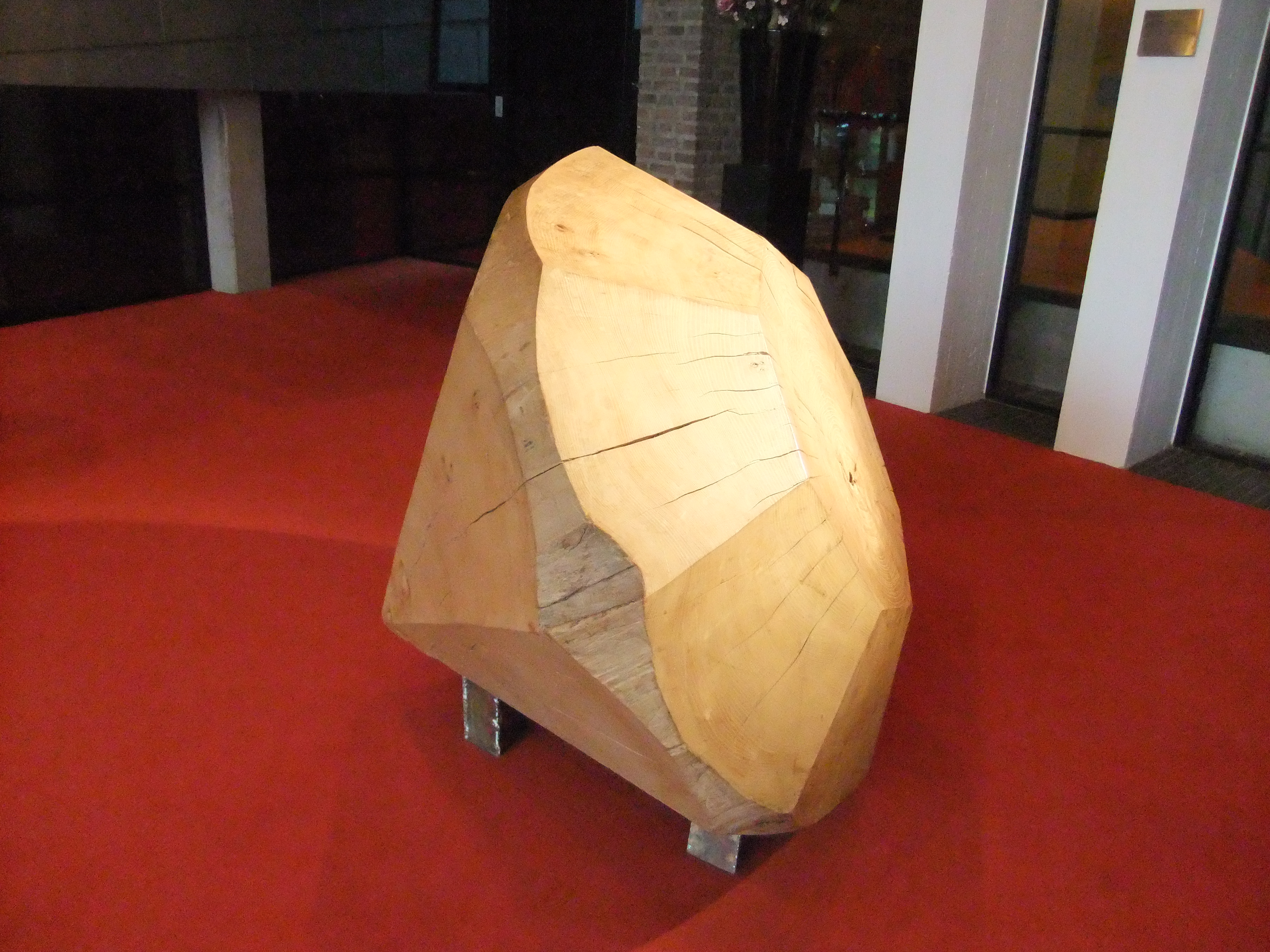
Briljant (2002), Tiel
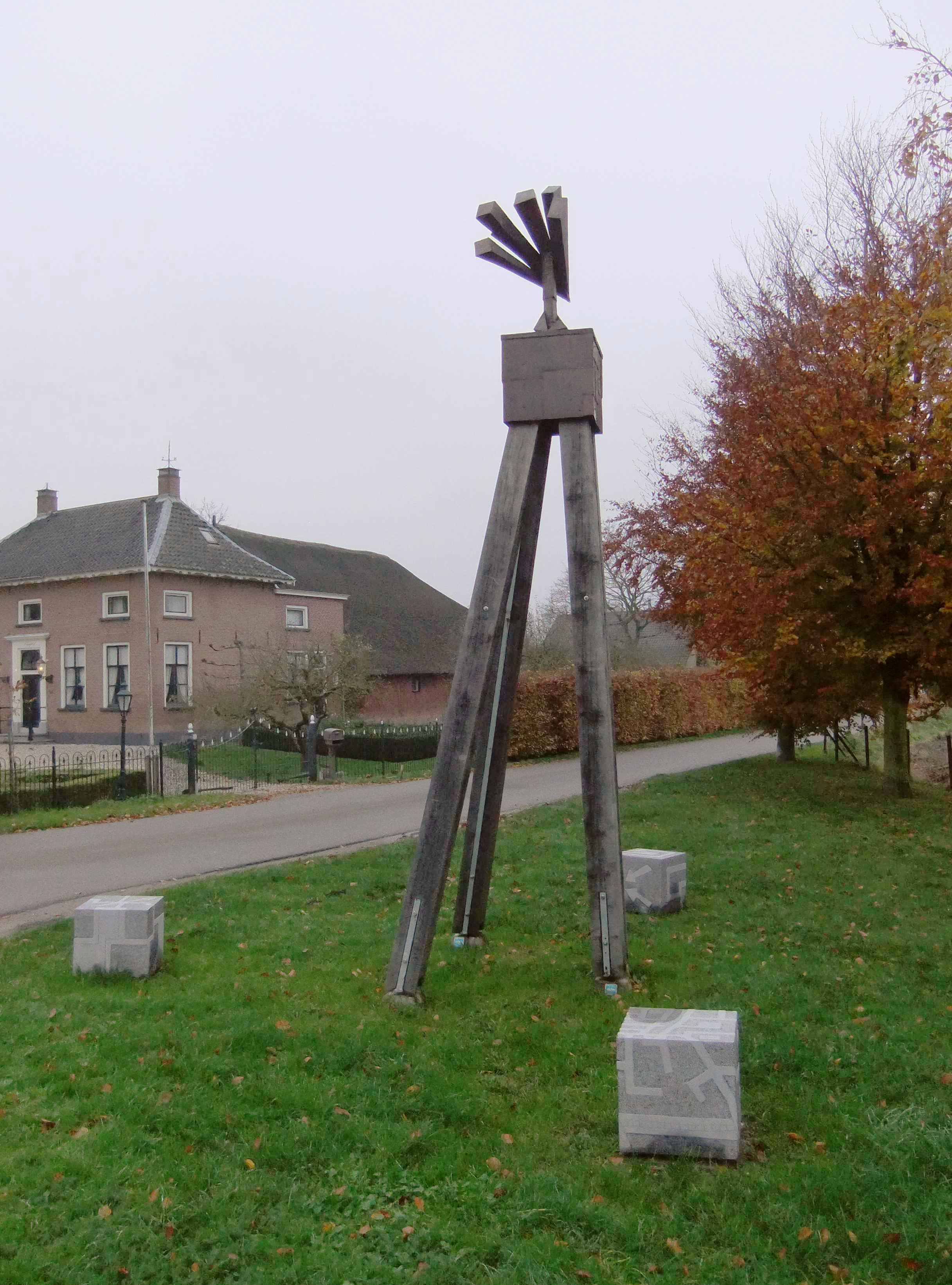
Amortoren (2013), Eck en Wiel